# L'Isle-d'Abeau
L'Isle-d'Abeau é uma comuna francesa na região administrativa de Auvérnia-Ródano-Alpes, no departamento de Isère.